# Astrid Reuter
Astrid Reuter (* 1968) ist eine deutsche Religionswissenschaftlerin und Professorin am Institut für Religionswissenschaft der Westfälischen-Wilhelms Universität Münster. Zu ihren Forschungsschwerpunkten gehören Geschichte, Theorie und Methode der Religionsforschung, Religion und Recht, religiöser Wandel (in Westeuropa) sowie Religionen in Lateinamerika (Brasilien).

## Leben
Astrid Reuter studierte katholische Theologie an den Universitäten Bonn und Münster sowie Ethnologie et Anthropologie sociale an der École des Hautes Études en Sciences Sociales in Paris, das sie mit dem Diplôme d’études approfondies 1997 abschloss. Reuter war dort eine Schülerin des Wirtschaftsethnologen Maurice Godelier. 1999 wurde sie in Bremen im Fach Religionswissenschaft mit einer Arbeit über den französisch-brasilianischen Religionssoziologen Roger Bastide bei Hans G. Kippenberg promoviert.
Von 2000 bis 2002 war Astrid Reuter Wissenschaftliche Mitarbeiterin an der Ludwig-Maximilians-Universität München bei Friedrich Wilhelm Graf. Danach, von 2004 bis 2008, arbeitete sie als Wissenschaftliche Mitarbeiterin am Max-Weber-Kolleg für kultur- und sozialwissenschaftliche Studien der Universität Erfurt und von 2005 bis 2006 war sie Fellow am Wissenschaftskolleg zu Berlin. 2012 habilitierte sie sich an der Universität Erfurt im Fach Religionswissenschaft. Daraus hervorgegangen ist ihr Buch "Religion in der verrechtlichten Gesellschaft: Rechtskonflikte um Religion als Grenzarbeiten am religiösen Feld". Ihre Antrittsvorlesung hielt sie zum Thema „Religion im Prozess der Ver(grund)rechtlichung der Gesellschaft“.
Seit 2009 ist Astrid Reuter Projektleiterin im Exzellenzcluster „Religion und Politik“ der Universität Münster. Von 2012 bis zum Antritt der Professur war sie Wissenschaftliche Geschäftsführerin am Centrum für Religion und Moderne (CRM) der Universität Münster. Von 2009 bis 2012 war Astrid Reuter Projektleiterin im Exzellenzcluster "Religion und Politik" der Universität Münster.
Seit Oktober 2019 ist Astrid Reuter Professorin für Religionswissenschaft am Institut für Religionswissenschaft der Westfälischen-Wilhelms Universität Münster. Sie ist Hauptanstragstellerin im dortigen Exzellenzcluster „Religion und Politik“. Im Sommersemester 2019 war sie Gastprofessorin an der Humboldt-Universität zu Berlin. 2018 lehnte sie einen Ruf auf die W3-Professur für Religionswissenschaft an der Albert-Ludwigs-Universität Freiburg ab.
Astrid Reuter schreibt regelmäßig für größere Medien wie die Frankfurter Allgemeine Zeitung.

## Publikationen (Auswahl)
Monographien
- Astrid Reuter: Das wilde Heilige. Roger Bastide (1898–1974) und die Religionswissenschaft seiner Zeit. Campus, Frankfurt am Main 2000.
- Astrid Reuter: Religion in der verrechtlichten Gesellschaft. Rechtskonflikte um Religion als Grenzarbeiten am religiösen Feld. Vandenhoeck & Ruprecht, Göttingen 2014.
- Astrid Reuter: Voodoo und andere afroamerikanische Religionen. C. H. Beck, München 2003.

Herausgeberschaft
- Ulrich Willems, Astrid Reuter, Daniel Gerster (Hrsg.): Ordnungen religiöser Pluralität. Wirklichkeit – Wahrnehmung – Gestaltung. 1. Auflage. Campus, Frankfurt/New York 2016.
- Astrid Reuter, Hans G. Kippenberg (Hrsg.): Religionskonflikte im Verfassungsstaat. Vandenhoeck & Ruprecht, Göttingen 2010.